# 367 f.Kr.
| 367 f.Kr.          |
| ------------------ |
| Dødsfald - Fødsler |
|                    |

## Begivenheder
- Plebejerne i Rom sikrer sig retten til konsulembedet.